# Phoenix (jogo eletrônico)

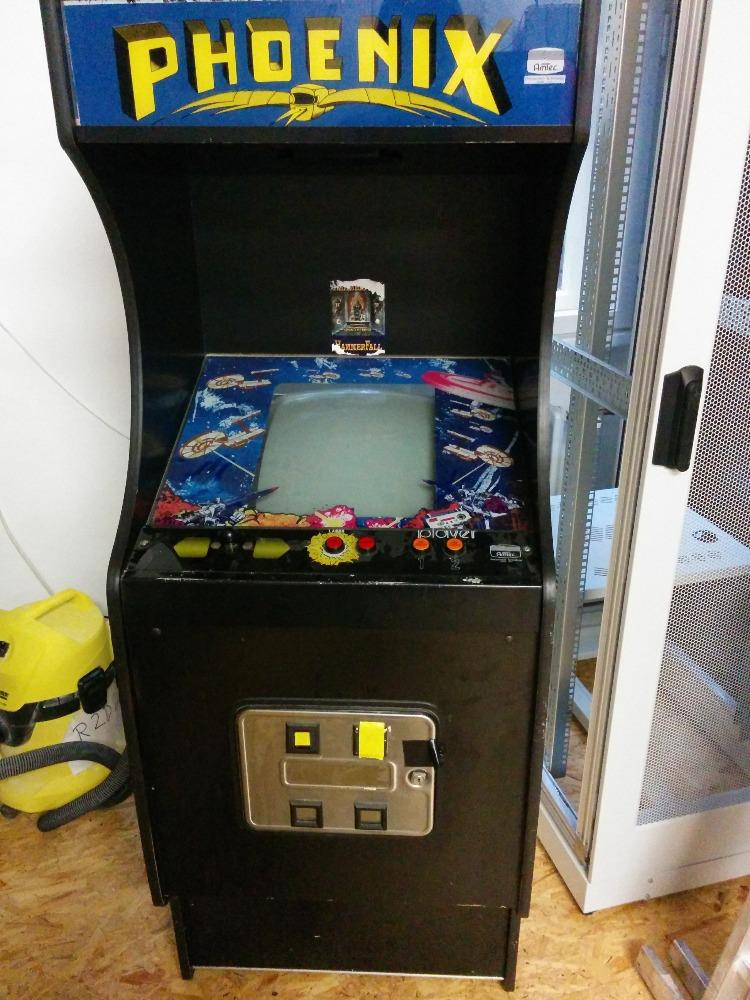
Arcade Phoenix desenvolvido pela Amstar Eletronics

Phoenix é um jogo de arcade desenvolvido pela Amstar Electronics (que já teve a sua sede em Phoenix, Arizona) em 1980, divulgados pelo Centuri nos Estados Unidos e pela Taito no Japão. versões piratas do Phoenix foram liberados por TPN e outros. Atari também portado o jogo para o Atari 2600 console em 1982.

## Descrição
Como muitos jogos de arcade da época, Phoenix é uma top-down espaço temático atirador fixo semelhante ao Space Invaders da Taito. O jogador controla uma nave espacial que se desloca horizontalmente na parte inferior da tela, disparando para cima. Inimigos, geralmente um dos dois tipos de aves, aparecem na tela acima navio do jogador, atirando nele e, periodicamente, mergulho em direção a ela, em uma tentativa de bater nele. Além dos mísseis, o navio está equipado com um escudo que pode ser usado para zap qualquer das criaturas alienígenas que tentam colidir com a nave espacial. No entanto, o jogador não pode se mover enquanto o escudo está ativo, e deve esperar por um curto período (cerca de cinco segundos) antes de usá-lo novamente.
Phoenix foi um dos primeiros jogos de arcade cheio de cores, juntamente com Galaxian, então no momento em que se destacou. Além disso, tem sons de disparo distintas que se tornaram muito familiar para os fãs do gênero. Mais importante ainda, a nave-mãe de Phoenix foi uma das primeiras vídeo jogo de arcade chefes de ser apresentado como um desafio à parte. Além disso, ele estava disponível em ambos os formatos de arcade e cocktail de gabinete de chassis (uma posição da chave DIP permite que o jogo seja movido entre formatos), Phoenix é um jogo de 3 a 6 vidas, dependendo das configurações.

## Jogabilidade
Cada nível tem cinco rodadas separadas. O jogador deve completar com sucesso uma rodada antes de avançar para a próxima.
- Rondas 1 e 2 - O jogador deve destruir uma formação de pássaros alienígenas. Enquanto em formação, alguns dos pássaros voam baixo estilo kamikaze, em uma tentativa de destruir a nave do jogador por colidir com ele. Bater um pássaro voando na diagonal premiado com uma pontuação bônus. Os pássaros são amarelos na 1 ª rodada , rosa na 2 ª rodada . Nave do jogador é dada fogo rápido para o round 2 , onde os pássaros voam um pouco mais imprevisível. Essas rodadas são altamente reminiscente de Galaxian.

- Rondas 3 e 4 - ovos do voo flutuam na tela e segundos depois escotilha , revelando aves exóticas maiores , assemelhando-se phoenices , que swoop para baixo a nave do jogador. A única maneira de destruir totalmente uma destas aves é de bater em sua barriga ; filmar uma de suas asas simplesmente destrói aquela ala , e se ambas as asas são destruídos , eles vão se regenerar. De tempos a tempos as aves também pode reverter para a forma de ovo por um breve período de tempo . As aves são azuis no round 3 , rosa no round 4.

- Round 5 - O jogador é confrontado com a nave-mãe, que é controlada por uma criatura alienígena, como sentar-se em seu centro. Para concluir com êxito esta rodada, o jogador deve primeiro fogo imediato no casco e um escudo do tipo correia transportadora para obter uma imagem clara no alienígena. Destruindo o estrangeiro - apenas um tiro é necessária - termina o nível. A nave-mãe dispara mísseis contra o jogador, move-se lentamente em direção a ele e tem as aves exóticas (das rodadas 1 e 2) a proteger o navio. Derrotar todos os pássaros vai produzir uma nova onda.

## Musicas
- Romance de Amor também conhecido como romance espanhol por um compositor desconhecido
- Für Elise para Beethoven.